# 許文岐
許文岐（？—1643年），字我西，浙江仁和县人。晚明政治人物。崇祯甲戌进士，累官湖廣副使。崇禎末，抵禦張獻忠，兵敗被殺。

## 生平
許文岐出身簪纓世家，自幼聰穎，年輕時就曾與伯父前往東林書院參加會講。天啓七年（1627年）丁卯科浙江鄉試第四名舉人（經魁），崇禎七年（1634年）中式進士，授南京兵部武库司主事，九年升南京兵部職方司郎中。当时民变蜂起，江北混乱，許文岐辅佐尚書范景文整治军备，深得景文倚重。
崇禎十年（1637年）遷黃州府知府。當其時黃州遭遇冦亂，户口凋殘，人多逃匿，範景文原打算以「南都根本地」為由挽留許文岐，但許文岐回答說「事不避險，臣職也！」，說罷便慷慨登舟赴職。就任後，他捐出了自己的俸給製作火器，嚴守斥堠，招募丁壯，又招撫城中父老，百姓都因而感泣。不久後，賊人來犯，許文岐派人提前偵探軍情，伏兵以待，射殺敌前鋒一只虎，奪其大纛而還。又與群人聨絡各鄉堡，使得「賊聞不敢近」。
崇禎十三年（1640年），因受到時任大學士楊嗣昌賞識，經推薦升任為湖广下江防道副使，駐蘄州。許守孤城两年，屡次退敌。當其時諜報日急，大家都漸覺不可能再守城了，適奉朝廷晉升許文岐為督糧參政，客人都勸諫他離開，但許回答說「吾為天子守孤城三載矣，分當死封疆，雖危急，奈何棄之？」，堅持城守未赴任，而只讓其妻領著他的兒子和母親回鄉。
不久，荊王府將校郝承忠串通張獻忠，次年大兵來攻，文岐親率甲士守城，齊發銃炮，歼敌甚眾。將近夜半，大雪盈尺，敌人攻破西門入城，文岐展开巷戰，最终被執。張獻忠聞其名声，不殺，将其拘于後營。一同关押者有舉人奚鼎鉉等數十人。文岐见张献忠老營大都为被掠良民，密谋策反老營，约定四月起事，以柳圈為信。计划泄露，張獻忠查到柳圈，将文岐处斩。文岐將死，对人说：「吾所以不死者，志滅賊耳。今事不成，天也。」，北向拜辭朝廷，又南向拜父母，含笑而死。其事經史可法、何騰蛟上書，朝廷終追贈許文岐為太仆寺卿，并給祭葬予諡。

## 家族
曾祖許斌，封廣東道御史。祖父許子良，官至巡撫貴州右僉都御史；父許聯樞，曾任南京工部员外郎，官至廣西左參政。子许曰琮，康熙六年丁未科进士。

## 延伸阅读
[在维基数据编辑]
 《明史卷二百九十四》，出自《明史》

| 官衔          | 官衔                           | 官衔          |
| ------------- | ------------------------------ | ------------- |
| 前任： 史纘烈 | 明朝黃州府知府 崇禎十年—十三年 | 繼任： 龔震英 |